# Ниси, Нобуюки
Нобуюки Ниси (яп. 西 伸幸 Ниси Нобуюки, род. 31 мая 1985 года в Кавасаки) — японский фристайлист, специализирующийся в могуле. Призёр чемпионатов мира, участник двух Олимпийских игр.

## Карьера
Нобуюки Ниси впервые принял участие в соревнованиях по могулу под эгидой Международной федерации лыжного спорта в декабре 2003 года на этапе Кубка мира в финской Руке. В своём дебютном старте японский могулист преодолел квалификацию и занял итоговое 11-е место. В сезоне 2003/04 Ниси стал чемпионом мира среди молодёжи, а также регулярно выступал в Кубке мира, но занимал места за пределами первой тридцатки. Такие же результаты он показывал и в следующем году, а в олимпийском сезоне 2005/06 японец выступал еще менее удачно, выпал из состава основной сборной и пропустил Олимпиаду в Турине.
В постолимпийском сезоне японец вернулся в основную сборную и завоевал свой первый и по состоянию на 2017 год единственный подиум на этапе кубка мира в норвежском Воссе, став там вторым в одиночном могуле, проиграв чуть более полубалла действующему олимпийскому чемпиону австралийцу Бегг-Смиту. Этот сезон стал самым успешным в карьере японца — он вошел в двадцатку лучших могулистов и в число 50 сильнейших фрристайлистов по итогам сезона. В 2007 году впервые стартовал на чемпионате мира и дважды занимал в Мадонна-ди-Кампильо 20-е место. В том же году завоевал две «бронзы» на открытом чемпионате Австралии и Новой Зеландии.
В 2008 году Ниси впервые стал чемпионом Японии в параллельном могуле и вице-чемпионом в одиночном. Через год на домашнем чемпионате мира в Инавасиро завоевал серебряную медаль  в параллельном могуле, уступив в финальном заезде канадцу Билодо. В одиночном могуле занял четвёртое место, уступив «бронзовой» позиции всего 0,04 балла. В том же году стал абсолютным чемпионом страны.
На Олимпийских играх впервые выступил в 2010 году в Ванкувере. В квалификации Ниси показал 15-й результат, а в финале стал девятым несмотря на то, что улучшил свой же квалификационный результат более чем на полтора балла.
Вторую медаль чемпионатов мира Нобуюки завоевал в 2011 году, став третьим в параллельном могуле.
На Олимпиаде в Сочи Ниси преодолел квалификацию со второй попытки, но уже в первом финальном раунде занял 14-е место и завершил борьбу, поскольку в следующий раунд проходили лишь 12 лучших атлетов.

## Выступления на чемпионатах мира
| Чемпионат                | Могул | Параллельный могул |
| ------------------------ | ----- | ------------------ |
| Мадонна ди Кампильо 2007 | 20    | 20                 |
| Инавасиро 2009           | 4     | 2                  |
| Дир-Вэлли 2011           | 18    | 3                  |
| Восс 2013                | 33    | 17                 |
| Крайшберг 2015           | 18    | 22                 |
| Сьерра-Невада 2017       | 24    | 26                 |